# Ross McWhirter
Alasdair Ross McWhirter (ur. 12 sierpnia 1925, zm. 27 listopada 1975) – brytyjski sportowiec, dziennikarz, współtwórca Księgi rekordów Guinnessa, polityk.
Wraz z bratem Norrisem był współtwórcą (1955) i wieloletnim autorem rocznika odnotowującego rekordy – Księgi rekordów Guinnessa. Bracia prowadzili także program telewizyjny dla stacji BBC Record Breakers.
Był zaangażowany w działalność polityczną; znany ze zdecydowanych, prawicowych poglądów i ostrych komentarzy na temat sytuacji w Irlandii Północnej. W 1975, po serii zamachów bombowych w Londynie, ogłosił nagrodę 50 tysięcy funtów dla osób mogących wskazać sprawców; stał się wówczas sam celem terrorystów, zginął zastrzelony przez członków Tymczasowej Irlandzkiej Armii Republikańskiej (Provisional Irish Republican Army) przed swoim domem w Enfeld.
Po jego śmierci brat kontynuował pracę przy Księdze Guinnessa, a także napisał biografię Ross: The Story of a Shared Life.